# Borágó
A borágó (Borago officinalis L.) a borágófélék (Boraginaceae) családjába tartozó fűszernövény; a magyar népnyelv uborkaszagú fűnek is nevezi. További népies nevei: borrach, borrágó, borvirág, báránynyelv, hegyes útifű, kerti ökörnyelv, pirítófű, ürömfű, ökörnyelv, tetűvirág. Afrikában, Kis-Ázsiában és Dél-Európában őshonos.

## Megjelenése

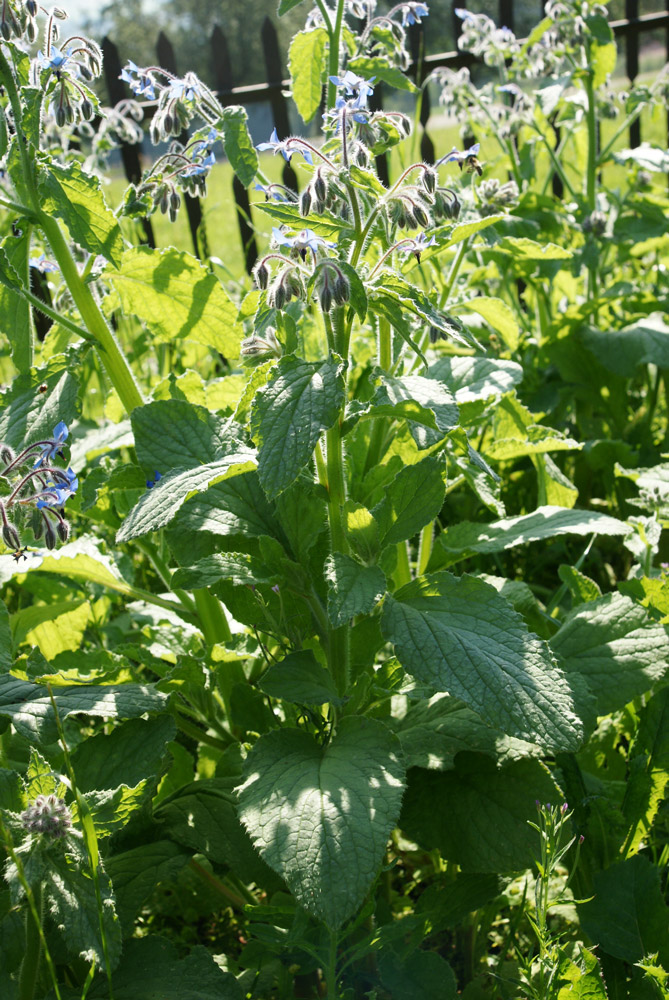
Kerti borágó

30–160 cm-re növő, egynyári növény. Főgyökere répaszerű, erősen elágazó oldalgyökerekkel.
Szára üreges, bokrosodó. Levelei szórt állásúak, tojásdad alakúak, az alsóknak hosszú nyelük van.
Könnyen szaporodik, a házikertekben magról állandóan felújul. Az idősebb növényeket fele hosszukra visszavágva új hajtásokat hoznak. Szárait, leveleit és a virágok csészéjét serteszőrök borítják. Virágzata kevés virágú forgó. Virága égszínkék, néha rózsaszín vagy fehér színű. Az ötszirmú, csillag alakú pártából kilógnak a fekete porzók. A magház négy részre tagolódik, mindegyikben 1-1 résztermés fejlődik. Ezek kb. 4–6 mm hosszúak, ovális alakúak, sötétbarna színűek, 2-3 évig csíraképesek.

## Felhasználása
A növény pirrolizidin alkaloidokat tartalmaz, amelyek bizonyítottan mérgezők a máj számára. Szerepel az OGYÉI tiltólistáján is.
Csillag alakú virágait akkor hullatja el, amikor azok ehetővé válnak. Használhatjuk őket salátákba, savanyúság eltevésénél, de köretek és sütemények díszítésére, a legtöbb esetben szárítva is. Kellemes, enyhén sárgadinnyére emlékeztető illata jól illik a limonádéhoz.
Fiatal, zsenge levele apróra vágva gyenge ízű levesekhez, hideg italokhoz, krémsajtba, szendvicsek ízesítésére, mártásokhoz, salátákhoz alkalmas.
Zöldségként való felhasználása hasonló a spenóthoz. Németországban nagyon kedvelt zöldség. A "zöld szósz" összetevője, amely Frankfurt am Mainban (frankfurti zöld szószként ismert), Közép-Hessenben és a kasseli térségben különböző receptek alapján elkészítve a hesseni nemzeti konyha jellegzetes étele.
A kb. 3 mm-es sötét magjaiból  borágómagolajat nyernek ki.

### Gyógyhatás
Kitűnő tulajdonságai főleg kalcium- kálium- és egyéb ásványi só-tartalmának köszönhetők.
Flavonoidokat, alkaloidokat és némi illóolajat tartalmaz. Magjában sok a gamma-linolénsav: ez az értékes zsírsav csökkenti a vér zsír- és koleszterin-szintjét, gyógyszerek alkotórésze.
Virágát fűszerként salátákba, köretek és sütemények díszítésére használják, akár szárítva is.
Teának főzve jó vizelethajtó; főleg vese- és hólyagbántalmak esetén ajánlott.  A borágó leveleinek forrázata serkenti a stresszre reagáló mellékvesék működését, tehát alkalmazható például pánikbetegség esetén szorongás oldására.
Borogatásként: Gyulladt bőrfelületre, toroköblítésre, naponta többször alkalmazható.
Borágó olaj: A gyulladt és száraz bőr ápolására alkalmas.